# Groundhog Day

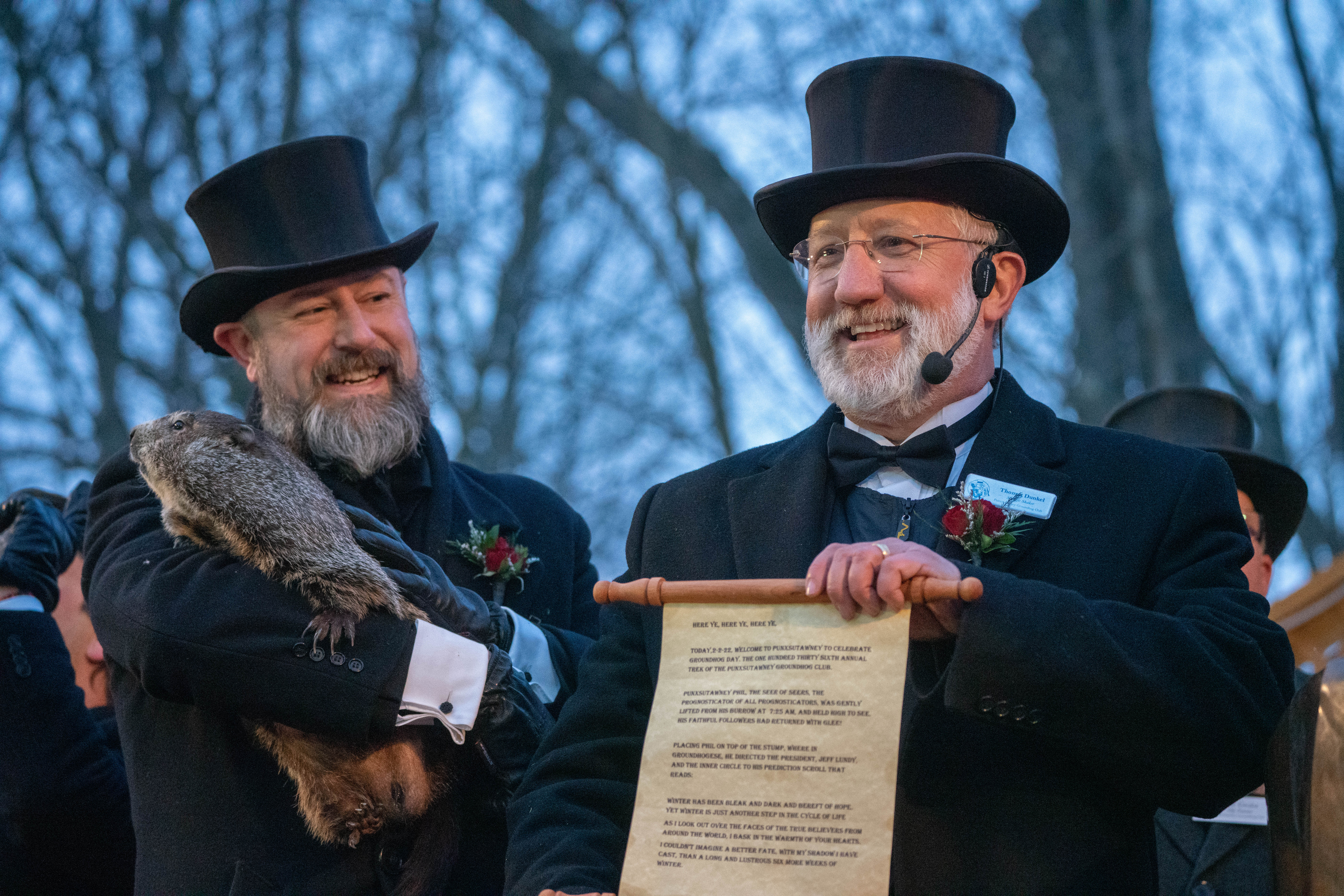
Groundhog Day in Punxsutawney, 2022

Groundhog Day („Murmeltiertag“, Pennsylvania Dutch Grundsaudaag) ist ein kulturelles Ereignis, das alljährlich am 2. Februar an mehreren Orten in den Vereinigten Staaten und Kanada begangen wird. Um eine Wettervorhersage über den weiteren Verlauf des Winters treffen zu können, werden öffentlich und teilweise im Rahmen von Volksfesten Waldmurmeltiere (Marmota monax) zum ersten Mal im Jahr aus ihrem Bau gelockt. Wenn das Tier „seinen Schatten sieht“, das heißt, wenn die Sonne scheint, soll der Winter noch weitere sechs Wochen dauern.

## Geschichte
Im Kirchenjahr fällt auf den 2. Februar das Fest der Darstellung des Herrn, volkstümlich Mariä Lichtmess genannt. Als sogenannter Lostag ist das Fest mit vielfältigem Brauchtum in Zusammenhang mit Licht und der zunehmenden Länge der Tage verbunden. Zahlreiche Bauernregeln beziehen sich auf das zu erwartende Wetter, so heißt es etwa in Sammlungen von Regeln zur Wettervorhersage vom Dachs oder auch vom Bären:
- „Sonnt sich der Dachs in der Lichtmesswoche, geht auf vier Wochen er wieder zu Loche“.[1][2][3]
- „Wenn um Lichtmeß der Dachs noch im Loche bleibt, kommt späterhin noch Kälte“.[1]
- „Wenn der Bär auf Lichtmess seinen Schatten sieht, kriecht er wieder auf vierzig Tage in die Höhle“.[3]

Im Jahr 1859 wird für Westfalen erläutert:
- „Wenn der Dachs zu Maria Lichtmeßen, mittags zwischen 11 und 12 Uhr seinen Schatten sieht, so muß er noch vier Wochen in seinem Baue bleiben.“[2]

Bei den deutschsprachigen Einwanderern in Pennsylvania, wo es keine Dachse gibt, wurde ein ähnlicher Winterschläfer das Objekt solcher Bauernregeln: das verbreitete, tagaktive und leicht zu beobachtende Waldmurmeltier.

### Brauchtum in Pennsylvania
Der älteste Beleg für Pennsylvania findet sich im Pennsylvania Dutch Folklore Center. Am 4. Februar 1841 schrieb James Morris, ein Ladenbesitzer in Morgantown, Berks County (Pennsylvania), in sein Tagebuch:

“Last Tuesday, the 2nd, was Candlemas day, the day on which, according to the Germans, the Groundhog peeps out of his winter quarters and if he sees his shadow he pops back for another six weeks nap, but if the day be cloudy he remains out, as the weather is to be moderate.”

„Letzten Dienstag, den 2. Februar, war Lichtmess, der Tag, an dem den Deutschen zufolge das Waldmurmeltier kurz aus seinem Winterquartier hervorlugt. Wenn es seinen Schatten sieht, verschwindet es für die nächsten sechs Wochen wieder in seiner Höhle, um zu schlafen, doch ist der Tag bewölkt, bleibt es draußen, da das Wetter gemäßigt sein wird.“

Die längste Tradition besteht in Punxsutawney, Pennsylvania. Die dortige Lokalzeitung Spirit nannte den 2. Februar 1886 Groundhog Day, „obwohl die Kreatur bis zur Drucklegung dieser Ausgabe ihren Schatten noch nicht sah“. Am 2. Februar 1887 wurde der Groundhog Day mit einem gemeinsamen Essen von Waldmurmeltieren begangen. Die weitere Ausgestaltung des Brauchs ist verknüpft mit dem Namen des langjährigen Redakteurs des Spirit Clymer H. Freas (1867–1942), der für die Kommunikation mit den Tieren die Geheimsprache „Groundhogese“ erfand, Gobbler’s Knob als Ort der jährlichen Prognose auswählte und jährlich in der Lokalzeitung darüber berichtete. In seiner Todesanzeige im Spirit vom 22. Oktober 1942 wird er „Vater des Konzepts von Punxsutawney als Waldmurmeltier-Zentrum“ genannt. International bekannt geworden sind Punxsutawney und der Waldmurmeltiertag 1993 durch den Kinofilm Und täglich grüßt das Murmeltier (Originaltitel: Groundhog Day) mit Bill Murray und Andie MacDowell in den Hauptrollen. Gegenwärtig zieht die Veranstaltung in Punxsutawney jährlich mehrere zehntausend Besucher an.
Die von George W. Hensel Jr. in Quarryville, Lancaster County als Männerbund gegründete Slumbering Groundhog Lodge begeht den Groundhog Day seit 1908.
In Pennsylvania Dutch heißt das Waldmurmeltier „Grundsau“ oder in englisch-deutscher Orthographie „Grundsow“. Bei den Pennsylvaniadeutschen pflegen Männerbünde, die „Grundsow Lodges“ (auch Groundhog Lodges), das Brauchtum seit 1934 mit jährlichen Festessen, bei denen zugleich die Mundart gepflegt wird. Neben den Groundhog Lodges gibt es auch häufig vom gleichen Personenkreis besuchte Festessen, die auch Frauen besuchen können und die mit Ansprachen und Theater ebenso der Sprachpflege dienen. Brauchtum an anderen Orten, im gesamten Verbreitungsgebiet des Waldmurmeltieres und darüber hinaus, ist jüngeren Datums und schließt an die Popularität der älteren Veranstaltungen an.

## Bekannte Waldmurmeltiere

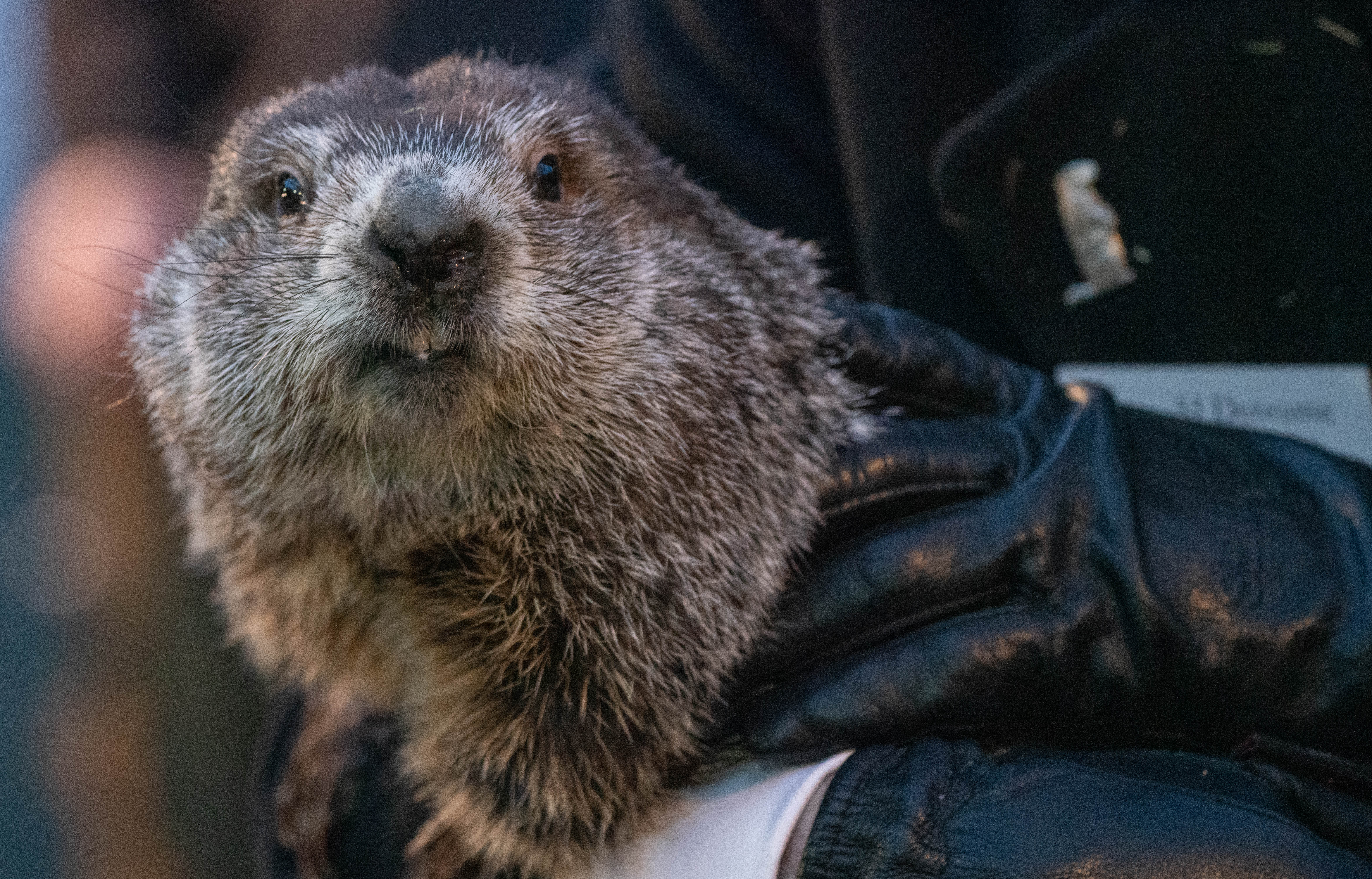
Waldmurmeltier beim Groundhog Day 2022

Die bekanntesten Tiere sind die jeweils „Punxsutawney Phil“ genannten Waldmurmeltiere aus dem Ort Punxsutawney in Pennsylvania. Die dortigen Feiern sind auch die ältesten und finden seit 1887 statt. Durch den Film Und täglich grüßt das Murmeltier (Originaltitel Groundhog Day) wurde „Phil“ auch international bekannt. Insgesamt gibt es etwa zwei Dutzend Murmeltiere, die jährlich befragt werden, z. B. „Balzac Billy“ aus der kanadischen Provinz Alberta, „General Beauregard Lee“ aus Stone Mountain in Georgia, „Jimmy the Groundhog“ (Sun Prairie, Wisconsin), „Shubenacadie Sam“ (Shubenacadie, Neuschottland), „Staten Island Chuck“ (Staten Island (New York City), New York) und „Wiarton Willie“ (Wiarton, Ontario/Kanada).

## Letzte Vorhersagen
2015Punxsutawney Phil sah seinen Schatten (trotz bewölkten Himmels). Das bedeutet sechs Wochen Winter.
Staten Island Chuck prognostizierte einen frühen Frühling.
2017sechs weitere Wochen Winter: Punxsutawney Phil
2018
sechs weitere Wochen Winter: Punxsutawney Phil
2019früher Frühling: Punxsutawney Phil
2020früher Frühling: Punxsutawney Phil
2021sechs weitere Wochen Winter: Punxsutawney Phil
2022sechs weitere Wochen Winter: Punxsutawney Phil
2023sechs weitere Wochen Winter: Punxsutawney Phil
2024früher Frühling: Punxsutawney Phil
2025sechs weitere Wochen Winter: Punxsutawney Phil

## Trefferquote der Vorhersagen
In einer Studie mit Wetterdaten aus 13 kanadischen Städten wurde in den letzten 30 bis 40 Jahren die Trefferquote der Murmeltiere untersucht. Es ergab sich eine Wahrscheinlichkeit von 37 %, dass die Vorhersage am Groundhog Day zutrifft. Eine gegensätzliche Vorhersage oder ein normal verlaufender Winter wurden dabei als Fehlvorhersage gewertet. Damit liegt die per Zufall erreichbare Trefferquote bei 33 %. Die Vorhersagen der Murmeltiere müssen somit im Rahmen der Standardabweichung als rein zufällig und damit nicht aussagekräftig gewertet werden.
Das US-amerikanische National Climatic Data Center setzt dagegen 39 % als Anteil zutreffender Vorhersagen seit 1887 an, wobei die Trefferquote in den letzten 20 Jahren sogar bei 59 % gelegen haben soll.